# Tenor buffo
Tenor buffo (it.: tenore buffo, fr.: tenor trial, al.: Tenorbuffo) es una matiz dentro del registro vocal del tenor. Se denomina así a un tenor ligero cuando interpreta papeles cómicos. El tenor buffo puede compensar faltas en tesitura, timbre o coloratura con un talento de actuación cómica. Un ejemplo de este tipo de voz es el tenor alemán Heinz Zednik.

## Roles dramáticos[1]
Papeles de tenor buffo o spieltenor en la ópera y en operetas son:
| - Conde Danilo Danilovitsch, La viuda alegre (Lehár) - Don Basilio, Las bodas de Fígaro (Mozart) - Mime, Siegfried (Wagner) - Don Anchise/ Il Podestà, La finta giardiniera (Mozart) - Monostatos, La flauta mágica (Mozart) - Pedrillo, El rapto en el serrallo (Mozart) - Dr. Blind, Die Fledermaus (Strauss II) - Slender, Las alegres comadres de Windsor (Nicolai) - John Styx, Orfeo en los infiernos (Offenbach) - Príncipe Paul, La gran duquesa de Gerolstein (Offenbach) | - Kálmán Zsupán, El barón gitano (Strauss II) - El capitán, Wozzeck (Berg) - El mago, The Consul (Menotti) - Beppe, Pagliacci (Leoncavallo) - Frantz, Los cuentos de Hoffmann (Offenbach) - Spoletta, Tosca (Puccini) - Goro, Madama Butterfly (Puccini) - Pong, Turandot (Puccini) - Gastone, La traviata (Verdi) - Gherardo, Gianni Schicchi (Puccini) - King Kaspar, Amahl and the Night Visitors (Menotti) - Valzacchi, Der Rosenkavalier (Strauss) |